# Knivlagen
Lagen om förbud gällande knivar och andra farliga föremål, (1988:254) ofta förkortat knivlagen, är en svensk lag som förbjuder innehav av knivar och vissa andra typer av föremål på allmänna platser, inom skolområde och i fordon på allmän plats om de kan användas som vapen vid brott mot liv eller hälsa.  Lagen förbjuder även försäljning eller överlåtelse av sådana föremål till personer under 21 år.
Lagen omfattar till exempel knivar, stiletter, springknivar, balisonger ("butterfly-knivar"), sablar, svärd, shuriken ("kaststjärnor"), nunchaku ("karatepinnar") och knogjärn.

## Undantag
"Om föremålet enligt särskilda föreskrifter ingår i utrustning för viss tjänst eller visst uppdrag, eller om innehavet annars med hänsyn till föremålets art, innehavarens behov och övriga omständigheter är att anse som befogat" undantas det från det förbud lagen uppställer.
I en dom i Högsta domstolen 2016 räknas upp ett antal typfall där det kan anses befogat att inneha kniv. Där ingår bland annat hantverkare som behöver kniv i sin yrkesutövning, matknivar och köksknivar som används vid en picknick, att köpa in en kökskniv som ska ges bort i present och sedan ta med paketet när man går på bio, knivar som används i slöjdundervisning på skolor. Om man använder allmänna kommunikationsmedel för att ta sig ut på till exempel en fisketur anses det befogat att ta med kniven på bussen eller tåget.
Att inneha kniv eller något annat farligt föremål för att känna sig trygg eller för att kunna försvara sig med är inte ett giltigt undantag.

## Åldersgräns för vissa föremål

### Innehav
Personer under 21 år får inte inneha "stickvapen eller knivar som är konstruerade så att klingan eller bladet snabbt kan fällas eller skjutas ut ur sitt skaft (springstiletter eller springknivar)".

### Försäljning och överlåtelse
"Knogjärn, kaststjärnor eller andra sådana föremål som är särskilt ägnade att användas som vapen vid brott mot liv eller hälsa samt springstiletter eller springknivar" får inte säljas eller överlåtas till personer under 21 år.

## Förverkande
Polisen har rätt att förverka, det vill säga ta ifrån någon, farliga föremål som innehafts, sålts eller överlåtits i strid mot lagen.

## Påföljd
Brott mot knivlagen böter eller fängelse om inte brottet ansetts ringa. Efter en lagändring 1 juli 2022 med skärpta straff kan gärningsmannen om brottet varit uppsåtligt eller grovt dömas till fängelse i upp till ett år, men även om brottet begåtts av oaktsamhet kan man dömas till upp till 6 månaders fängelse.

### Grovt brott
Brottet anses grovt om föremålet innehafts i ett sammanhang där det skulle kunnat komma till brottslig användning på någons liv, hälsa, eller trygghet, om föremålet ansetts särskilt farligt, om innehavet avsett flera föremål, eller om gärningen i övrigt varit av särskilt farlig art.
Som exempel på sammanhang där ett föremål skulle kunna komma till brottslig användning nämns i författningskommentaren i propositionen om lagändring med stärkta straff:
- Platser med kriminell verksamhet
- Där det förekommer bruk av alkohol eller narkotika
- Där ett stort antal människor vistas
- Där det bedrivs restaurang- eller nattklubbsverksamhet
- Större offentliga tillställningar där ordningsstörningar eller våldsanvändning kan befaras

Det räcker med att föremålet innehafts i ett sammanhang där det funnits en större risk att föremål kommer till brottslig användning, det krävs inte att det specifika föremålet varit någon fara.

## Införsel
För införsel av den här typen av farliga föremål, utom sablar och svärd, krävs tillstånd. Tillstånd prövas av polismyndigheten på den ort där förtullning ska äga rum eller, om förtullning inte behövs, där införseln sker.